# هانا شتورم
هانا شتورم (28 فبراير 1891 – 9 مارس 1984) كانت ناشطة في مجال حقوق العمال والسلام وأصبحت ناشطة مقاومة بعد دمج النمسا في ألمانيا النازية في عام 1938. أمضت السنوات القليلة التالية في معسكرات الاعتقال الألمانية، لكنها خرجت من معسكر رافنسبروك في 30 أبريل 1945 بعد أن نجت، في حين هلك كثيرون. كتبت سيرتها الذاتية عن تجاربها في عام 1958 لكنها لم تعثر على ناشر: في عام 1982، قبل عامين من وفاتها، نُشر عملها.

## حياتها

### أصلها وسنواتها الأولى
وُلدت جوانا شتورم في كلينجنباخ، وهي بلدة صغيرة بالقرب من آيزنشتات في بورغنلاند. أصبحت بورغنلاند جزءًا من النمسا في عام 1921، ولكن عندما ولدت هانا شتورم وإخوتها، كانت المدينة في النصف المجري للإمبراطورية النمساوية المجرية. كانت الابنة الثانية لأربعة أولاد لوالديها، والابنة الوحيدة بينهم. عمل والدها نجارًا، وكانت الأسرة عضوة في ما أصبح يُعرف باسم أقلية بورغنلاند الكرواتية. التحقت بالمدرسة لسنتين فقط، بين أكتوبر ومارس، وبعد ذلك، نظرًا لعدم وجود نظام تعليمي شامل يعمل في المجر، بدأت العمل في الحقول عندما كانت في الثامنة من عمرها، وعملت لاحقًا في الخدمة المنزلية. عندما كانت في العاشرة من عمرها دفع والدها مبلغ غولدن واحدًا لكاتب العدل لتأكيد أنها كانت في الثانية عشرة من عمرها: مكنها ذلك من الحصول على عمل في مصنع للسكر في شاتندورف المجاورة. بعد عام حصلت على ترقية أثارت غيرة الأطفال الآخرين العاملين في المصنع الذين ملأوا قوارير القهوة الفارغة بشراب السكر في نهاية اليوم. اكتشف نقص في الشراب بعد مغادرتها العمل وفُصلت بسبب السرقة المفترضة. عندما كانت في الرابعة عشرة من عمرها، عملت في مصنع مع شركة «جوت إيه سي» في نيوفيلد، وهي بلدة صغيرة أخرى في المنطقة. عملت مع ثلاثة أطفال آخرين في نفس العمر في غسالة صناعية تستخدم في معالجة المواد. ومع ذلك، بعد انتشار الاضطرابات بسبب «الاحتيال في الأجور»، عادت إلى الشوارع. بعد بضع سنوات، في عام 1907، رافقت شقيقها الأكبر يوليوس إلى فيينا بحثًا عن عمل في المصنع.

### النشاط العمالي في فيينا
في فيينا، تعرفت من خلال شقيقها على عائلة تشيكية أعطتها أول وظيفة لها في المدينة. كان والد الأسرة رجل نقابي: هو الذي ساعدها بالحصول على العمل في مصنع «جوت إيه سي» في فلوريدسدورف، وهو حي صناعي متنامٍ عبر النهر إلى الشمال من الجزء الرئيسي من المدينة. (كان المصنع مصنعًا شقيقًا للمصنع الذي طردت منه في نيوفيلد). في فلوريدسدورف اتصلت لأول مرة بالحركة العمالية سريعة التطور. في 15 مارس 1908، انضمت هانا شتورم إلى الحزب الاشتراكي الديمقراطي. في 8 مارس عام 1910، انضمت إلى نقابة عمالية: بقيت عضوًا مدى الحياة. وبتشجيع ودعم من أصحاب العقارات من الحزب الاشتراكي الديمقراطي، تعلمت القراءة والكتابة.
واجهت فيينا إضرابًا عامًا في عام 1911. وشاركت هانا شتورم في مظاهرة كبيرة على طول شارع رينغ حول وسط المدينة. تعاملت الشرطة «بصرامة» مع العمال المتظاهرين. لأنها كانت توزع المنشورات، تلقت ستورم ضربة قوية على وجهها، تاركة عينيها محتقنة بالدم. كما أدت مشاركتها في المظاهرة إلى فقدان وظيفتها في شركة «جوت إيه سي»، وعقب ذلك فترة بطالة أخرى.